# Estilpó
Estilpó (grec antic: Στίλπων, llatí: Stilpo; 360 aC - 280 aC) fou un filòsof grec nadiu de la ciutat de Mègara, fill d'Euclides de Mègara o del seu deixeble Pàsicles de Tebes, si bé hi ha fonts que el consideren fill de Trasímac de Corint.
Segons uns va viure a la cort de Ptolemeu I Sòter i segons altres no va acceptar la invitació per anar a Alexandria. Demetri Poliorcetes quan va conquerir Mègara va salvar la seva casa de la destrucció gràcies als seus mèrits. De jove fou propens al vi i la voluptuositat, però de més gran ho va abandonar totalment i va portar una vida adequada; en inventiva i dialèctica va sobrepassar a tots els seus contemporanis.